# Bicker

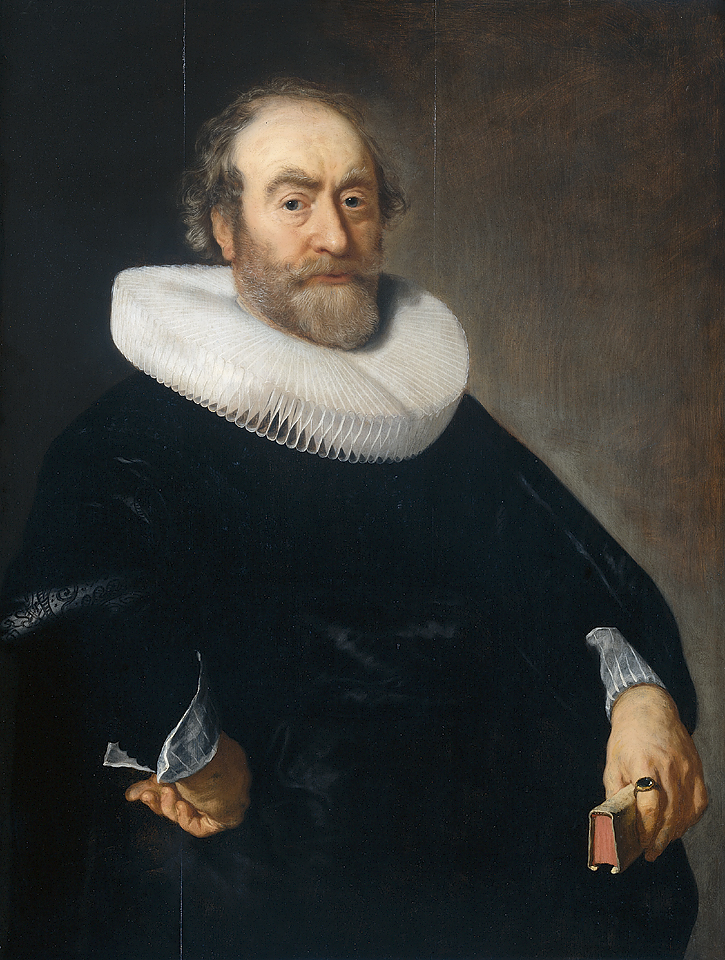
Andries Bicker dipinto di Bartholomeus van der Helst (1642), Rijksmuseum Amsterdam

La Casa di Bicker fu un'influente famiglia del patriziato cittadino di Amsterdam, che nel diciassettesimo secolo era una delle più importanti città della Contea d'Olanda. Grazie all'attività finanziaria la famiglia divenne molto ricca, per alcuni periodi documentati fu la più ricca della città.  Col tempo ebbero anche il titolo di Junker. 
Nel 1632, a seguito dell'acquisto del Castello di Swieten da parte della famiglia (con Cornelis Bicker), la famiglia assunse il nome completo di Bicker van Swieten (1632-1755).

## Storia
Le origini della famiglia di Amsterdam risalgono al XV secolo. Il fondatore della famiglia fu Dirck Helmer (1383-1390), e il primo membro ad emergere nella storia fu Gerrit Bicker (1554-1604), Signore di Amstelveen e di Nieuwer-Amstel, Sindaco di Amsterdam e Presidente della Compagnia Olandese delle Indie Orientali. 

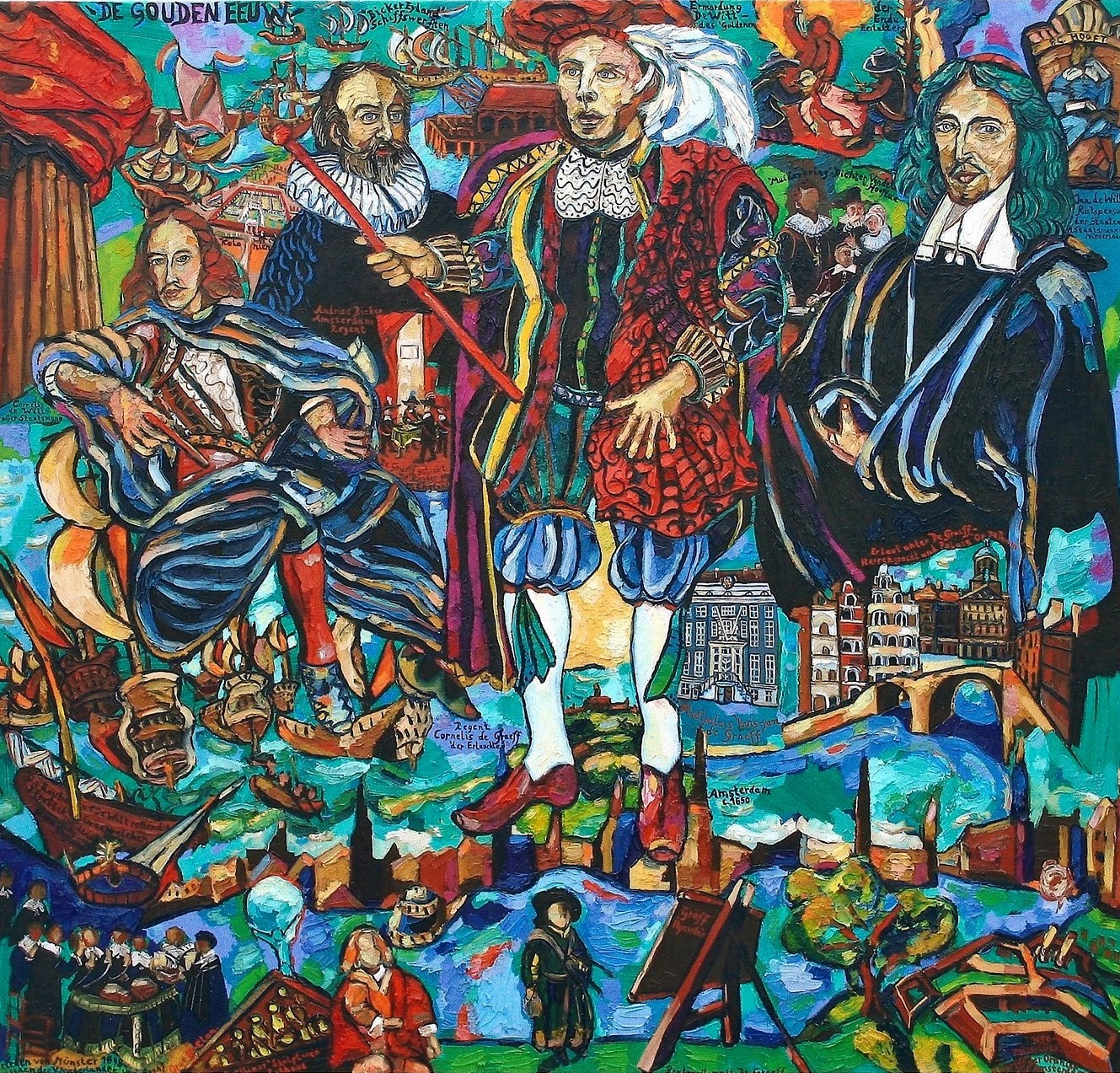
Dipinto storico "De Gouden eeuw" sulle famiglie De Graeff, Bicker e De Witt nel Secolo d'oro olandese. I protagonisti vengono mostrati intorno a Cornelis de Graeff (centrale) e ai suoi parenti Johan de Witt (giusto), Cornelis de Witt (sinistra) e Andries Bicker (secondo da sinistra), nonché ad alcuni eventi importanti di quel tempo. (dipinto di Matthias Laurenz Gräff, 2007)

Le famiglie Bicker, De Graeff e De Witt favorirono l'apertura delle trattative di pace col Sacro Romano Impero Germanico al termine della Guerra degli ottant'anni, coronate con la firma della Pace di Vestfalia nel 1648.
Lo storico e archivista olandese Bas Dudok van Heel ha scritto sull'influenza delle famiglie Bicker (in particolare Andries e Cornelis Bicker) e De Graeff (in particolare Cornelis e Andries de Graeff) e sulla loro mancanza di (alto) rango aristocratico: A Firenze famiglie come Bicker e De Graeff sarebbero stati principi senza corona. Qui avrebbero dovuto essere almeno elevati al grado di conte nel 1815, ma la nobiltà olandese meridionale non voleva tollerarlo. Ciò che hai ricevuto qui non è niente di intermedio e niente di completo.

## Membri importanti
- Andries Bicker (1586 - 1652), Signore di Engelenburg, Reggente di Amsterdam
- Johan Bicker (1591 - 1653), Sindaco di Amsterdam
- Cornelis Bicker (1592 - 1654), Signore di Swieten, Reggente di Amsterdam
- Wendela Bicker (1635 - 1668), sposò Johan de Witt
- Jan Bernd Bicker (1746 - 1812), Presidente della Repubblica Batava